# Список островів Болгарії
Болгарія має кілька островів у Чорному морі та на річці Дунай

## Острови вЧорному морі
Див. також Список островів Чорного моря
- Острів Святий Іван
- Острів Свята Анастасія
- Острів Святий Кирик
- Острів Святий Хома
- Острів Святий Петро

## Острови на річціДунай
- Батин
- Белене
- Вардим
- Козлодуй

| Болгарія | Це незавершена стаття з географії Болгарії. Ви можете допомогти проєкту, виправивши або дописавши її. |